# 巴河镇 (工布江达县)
巴河镇，是中华人民共和国西藏自治区林芝市工布江达县下辖的一个乡镇级行政单位。

## 行政区划
巴河镇下辖以下地区：
秀巴村、仲当村、堆果村、雪卡村、孜木宗村、东玛村、拉如村、朗色村、邦久村和叮当村。